# Técnica de Bassini
A técnica de Bassini é uma técnica de hernioplastia inguinal criada por Edoardo Bassini, a primeira técnica de hernioplastia inguinal eficiente 
Consiste na aproximação com sutura em tripla camada do músculo oblíquo interno, do arco aponeurótico do músculo transverso e da fáscia transversalis ao trato ilio-púbico (lig. de Thomson) e ligamento inguinal (lig. de Poupart) com pontos separados por detrás do funículo.